# Chabuata apyrina
Chabuata apyrina là một loài bướm đêm trong họ Noctuidae.